# Číšník

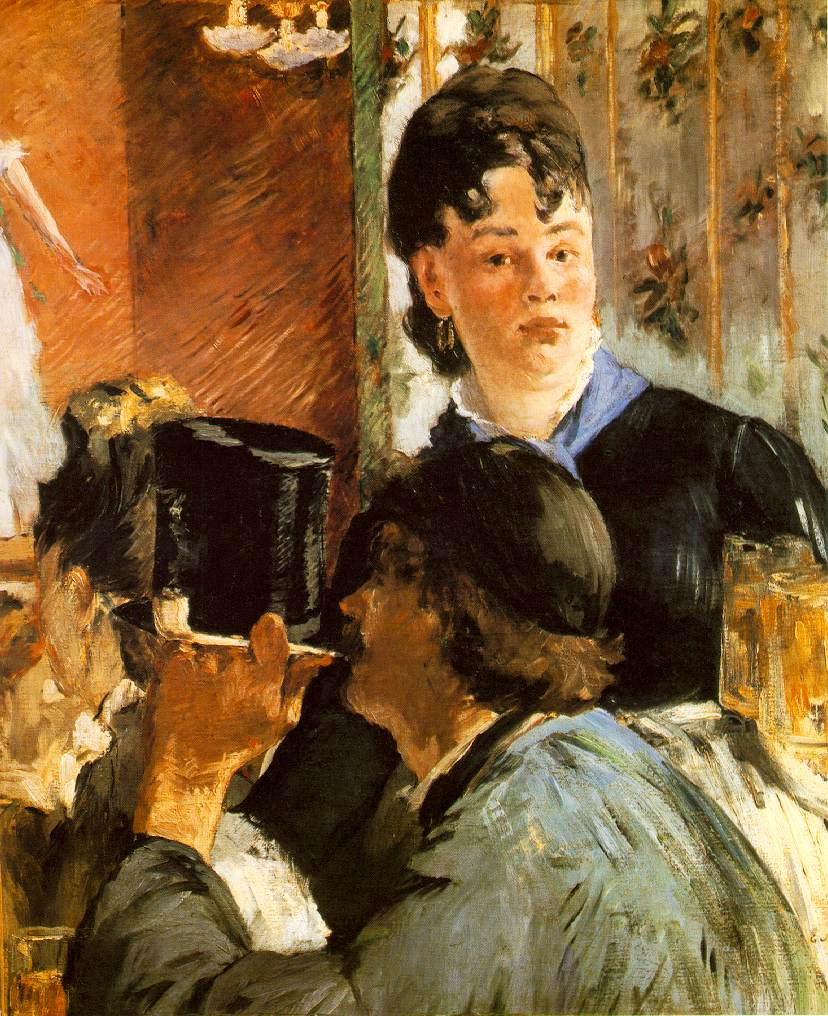
Číšnice (Édouard Manet 1879)

Číšník (ženská forma je servírka nebo číšnice) je profese v oblasti gastronomie a pohostinství, číšník v baru se nazývá barman, v hostinci hostinský, v hospodě hospodský, ve výčepu výčepní, ve (vinném) sklípku sklepník nebo sklepmistr. Číšnický učeň se nazývá pikolík.
Hlavní činností číšníka je obsluha zákazníků, podávání nápojů a jídel v pohostinských zařízeních jako jsou hotely, restaurace, kavárny, hospoda, hostinec, vinárny apod. Etymologický původ slova je od výrazu „číše“.

## Historické významy
- V dobách feudalismu od dob Franské říše byla jako číšník označován úředník, který měl na starosti správu královských vinných sklepů a vinic. Funkce takového dvorního úředníka – číšníka byla zachována na evropských dvorech panovníků až do konce feudalismu.
- Číšník byl i čestný říšský úřad v 10. století, který byl od 12. století propůjčován jako tzv. arciúřad čestným panovníkům, kterým tímto vznikalo právo volit římského krále. Těmto oprávněným osobám se taktéž říkalo kurfiřt.
- Číšník v církevní terminologii je označení pro jáhna.

## Jiné
- Čišník (s krátkým i) je jiné označení rostliny trnovce (Paliurus) z rodu patřící do čeledi řešetlákovitých (Rhamnaceae).